# Cavell Van
Der Cavell Van ist der Prototyp eines Gepäckwagens, der 1919 von der South Eastern and Chatham Railway gebaut wurde. In ihm wurden die sterblichen Überreste von Edith Cavell von Dover nach London transportiert, nachdem diese 1919 exhumiert und nach Großbritannien überführt wurden.
Im Cavell Van wurden auch die sterblichen Überreste von Charles Fryatt und des Unbekannten Soldaten von Dover nach London transportiert.

## Geschichte

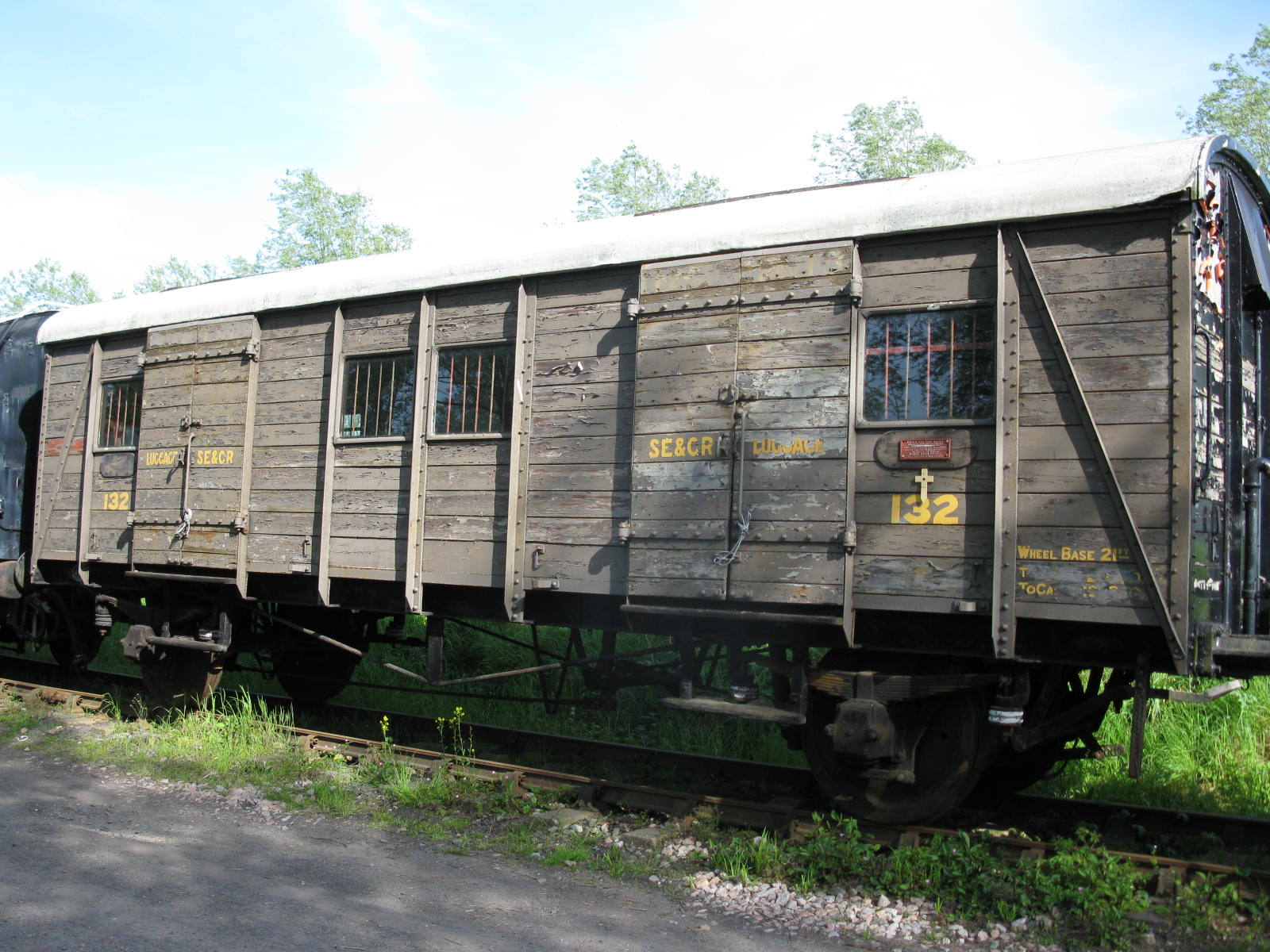
Zustand im Jahr 2009 vor der Restaurierung

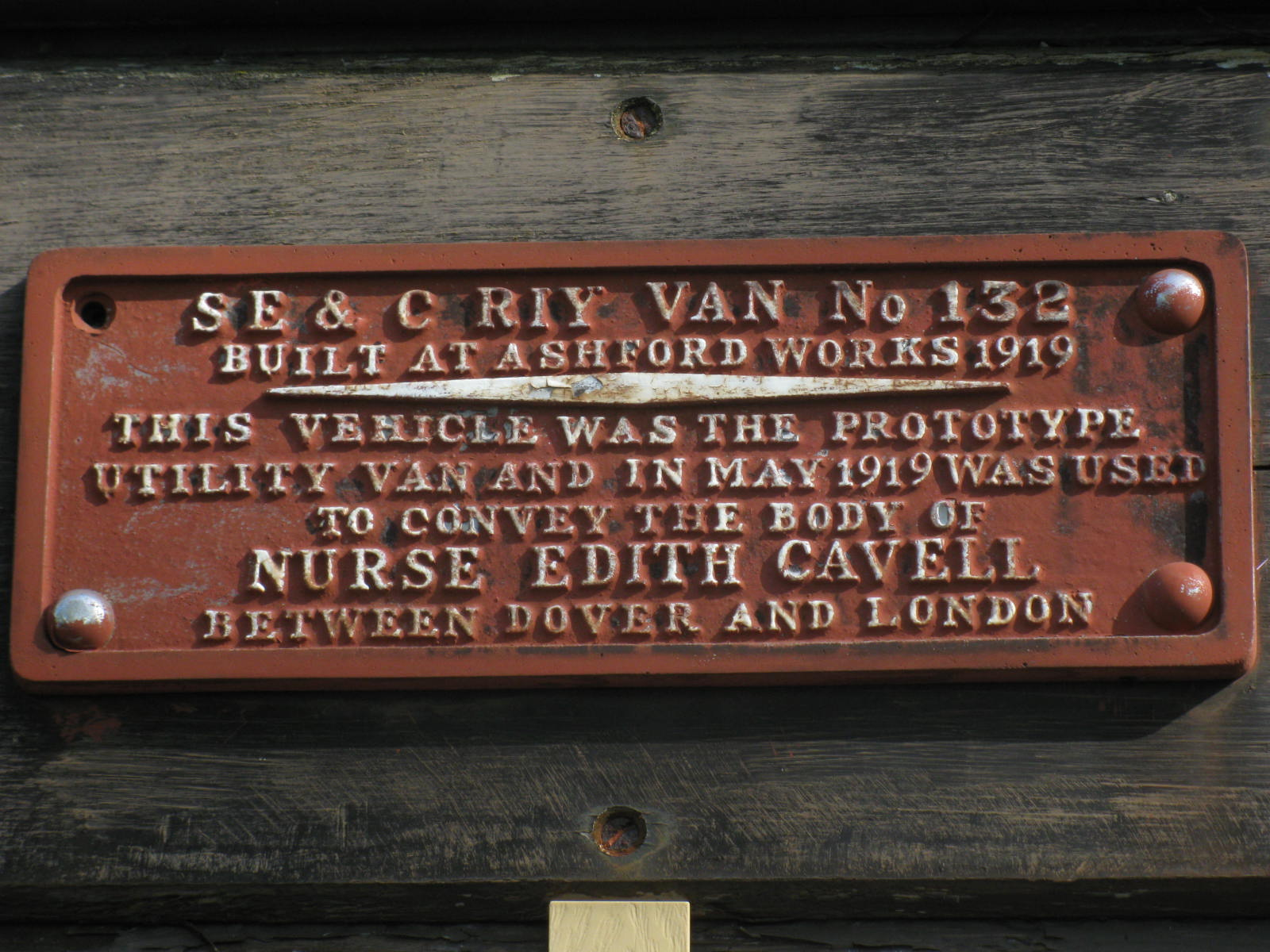
Plakette am Wagen

In den 1920er, 30er und 40er Jahren wurde der Wagen im regulären Liniendienst der Southern Railway als Nachfolgegesellschaft der South Eastern and Chatham Railway eingesetzt. Ab August 1946 wurde der Wagen als Lager sowie als Transportwagen für Arbeiter und Werkzeuge verwendet und erhielt mehrmals neue Nummern. Zuletzt war der Wagen ab 1967 im Betriebswerk in Guildford im Dienst.
Der Wagen ging 1992 an die Kent & East Sussex Railway und wurde aufwendig restauriert. Ab 1994 war der Wagen zuerst im Besitz der Rother Valley Railway und wechselte in der Folge mehrmals den Besitzer. 2003 wurde der Wagen von einem Mitglied der Kent & East Sussex Railway gekauft. 2010 wurde der Wagen erneut und umfassend restauriert und in den Originalzustand gebracht und ist seitdem als Museumswagen an unterschiedlichen Standorten zu besichtigen.

### Edith Cavell
Edith Cavell war eine britische Krankenschwester, die seit 1907 in Belgien lebte. Während des Ersten Weltkriegs half sie britischen Soldaten, aus dem durch Deutschland besetzten Belgien in die neutralen Niederlande zu flüchten. Bis zu ihrer Verhaftung durch die Deutschen am 5. August 1915 verhalf sie etwa 200 britischen Soldaten zur Flucht. Sie wurde zum Tode verurteilt und am 12. Oktober 1915 hingerichtet. 1919 wurde sie exhumiert und ihre sterblichen Überreste nach Großbritannien überführt. Für den Transport von Dover nach London wurde der später nach ihr benannte Wagen verwendet.

### Charles Fryatt
Charles Fryatt war Kapitän während des Ersten Weltkriegs. Eines der Schiffe, die er kommandierte, die Wrexham, wurde am 3. März 1915 von einem deutschen U-Boot angegriffen. Fryatt entkam jedoch mit voller Fahrt und rettete sein Schiff in den Hafen von Rotterdam in den neutralen Niederlanden. Am 28. März 1915 war er Kapitän der Brussels, die von U 33 angegriffen wurde. Fryatt steuerte auf das deutsche U-Boot zu und versuchte es zu rammen. U 33 konnte diesem Manöver nur durch Alarmtauchen entkommen. Über ein Jahr später, am 22. Juni 1916, wurde die Brussels von fünf deutschen Zerstörern aufgebracht und Fryatt gefangen genommen. Ab dem 16. Juli wurde sein Fall vor Gericht verhandelt, die Anklage lautete auf franc-tireur, womit im Ersten Weltkrieg Angriffe von Zivilisten auf Angehörige des Militärs bezeichnet wurden. Er wurde zum Tode durch Erschießen verurteilt und am 27. Juli 1916 hingerichtet. Nach dem Krieg wurde sein Leichnam exhumiert und nach Großbritannien überführt. Der Transport zwischen Dover und London erfolgte im Cavell Van.

### Der Unbekannte Soldat
Wie bereits bei Cavell und Fryatt geschehen, wurden die sterblichen Überreste des Unbekannten Soldaten mit dem Cavell Van von Dover nach London gebracht. Bei dem Unbekannten Soldaten handelt es sich um einen britischen Soldaten unbekannter Herkunft, der während des Ersten Weltkriegs in Europa starb. 1920 wurden seine Überreste exhumiert, nach Großbritannien überführt und in der Westminster Abbey bestattet. Das Grab des Unbekannten Soldaten befindet sich heute in der Nähe des Eingangs im Boden der Kirche.

## Restaurierung

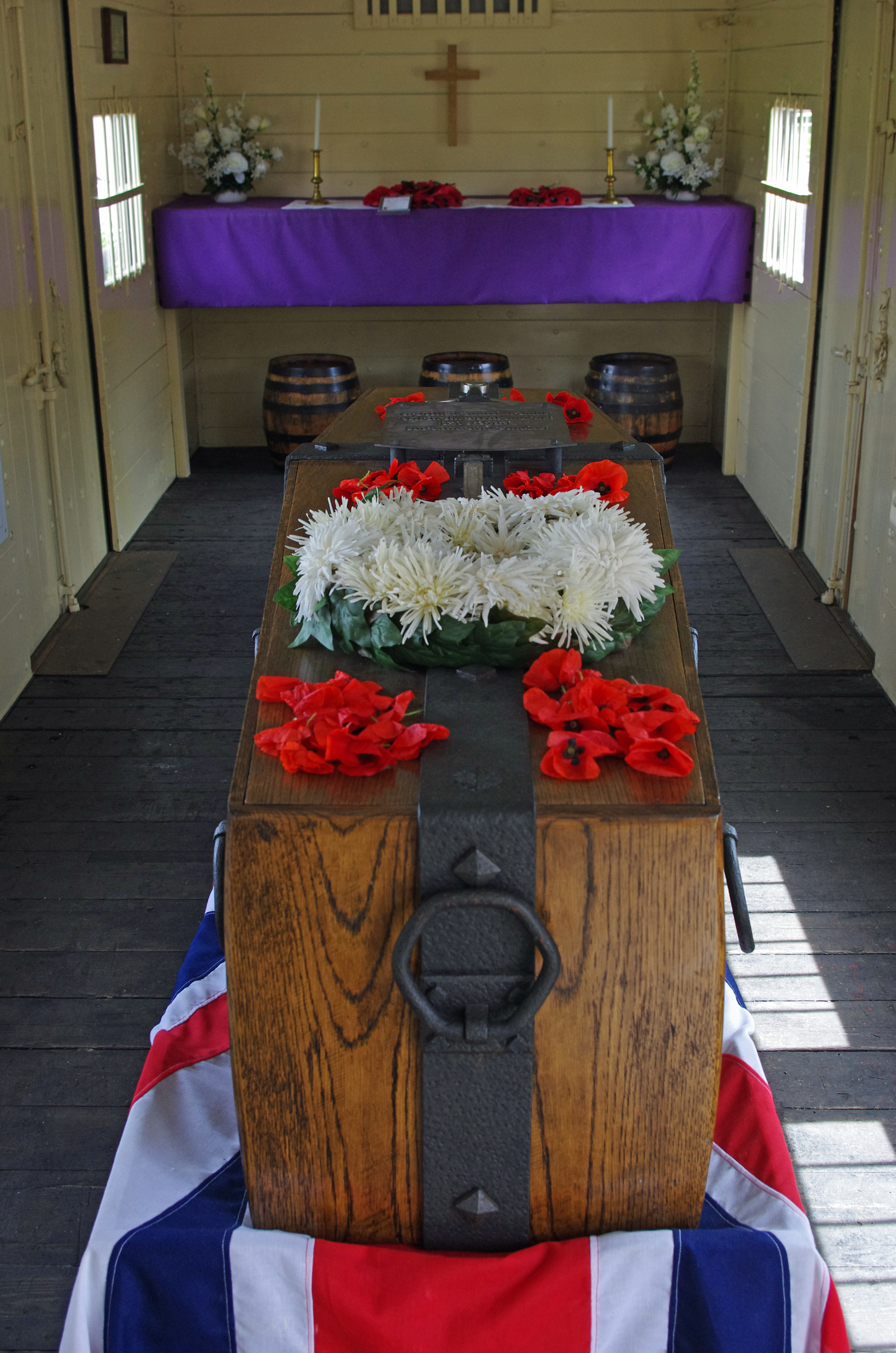
Innenraum nach der Restaurierung und Gestaltung als Museum

Im Dezember 2009 wurde ein Spendenaufruf veröffentlicht, um 35.000 £ für die Restaurierung des Wagens zu sammeln. Die Arbeiten waren rechtzeitig zum 10. November 2010 abgeschlossen, exakt 90 Jahre nachdem der Unbekannte Soldat im Cavell Van transportiert wurde.

## Verbleib
Der restaurierte Wagen ist die meiste Zeit am Endhaltepunkt der Kent and East Sussex Railway im südenglischen Bodiam in der Nähe von Bodiam Castle abgestellt und kann dort auch besichtigt werden.